# Wehringdorf

Gasthof Carl Wittker in Wehringdorf, 1913

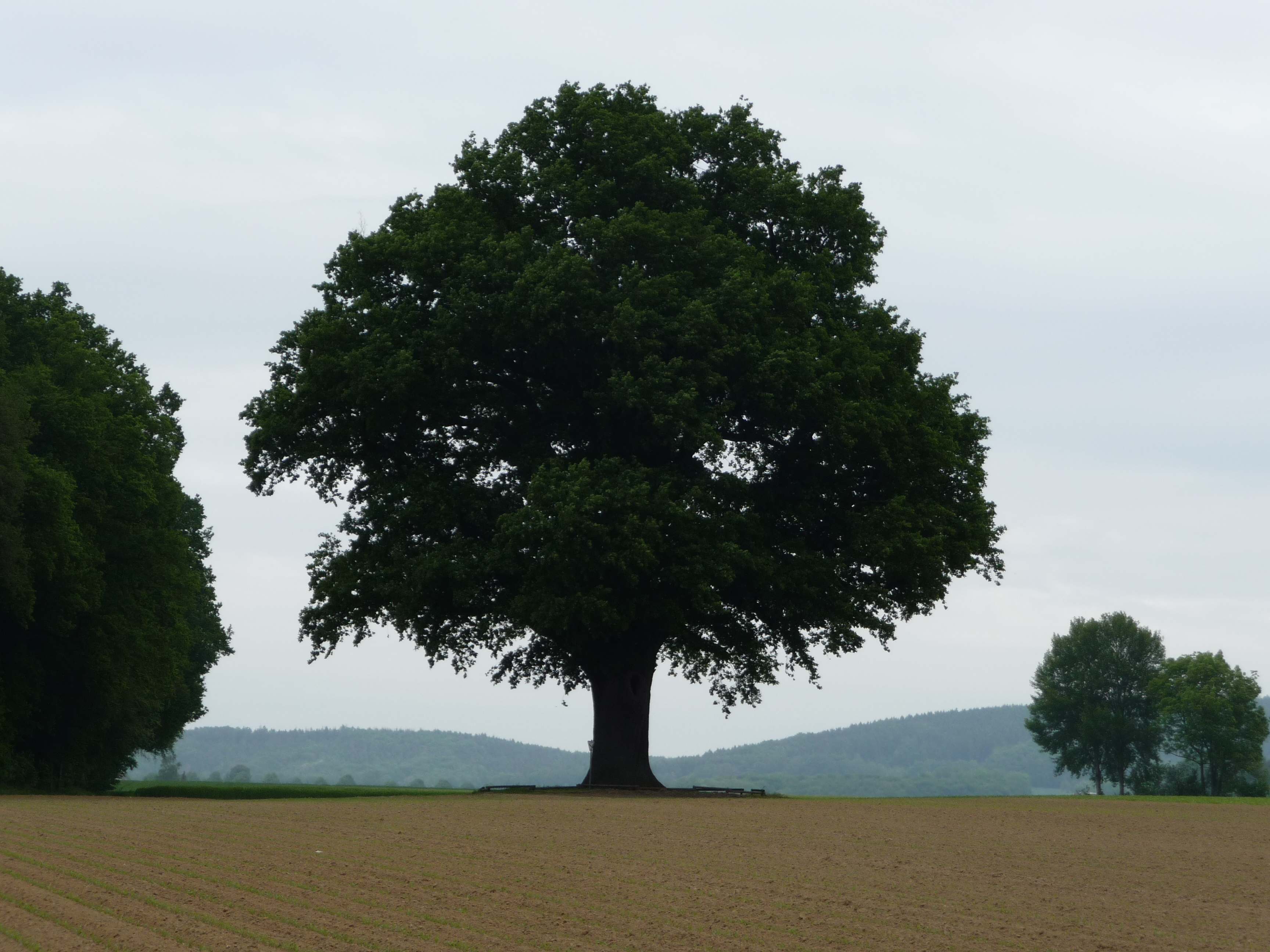
Upmeyers Eiche, 2019

Wehringdorf ist ein Ortsteil der Stadt Melle im Landkreis Osnabrück  in Niedersachsen im östlichen Wiehengebirge. 
Die Gemarkung besitzt eine Fläche von 25,7 ha und wird von 210 Einwohnern bewohnt.
Aus der 1810 gegründeten Tischlerei Bröcker ging die heutige Meyer Holzverarbeitung am Ort hervor.
Die Gebäudesteuerlisten von 1840 bis 1880 des Fürstbistums Osnabrück weisen zwölf Höfe für Wehringdorf aus (Mellinghaus, Struwe, Bössmann,
Aschermann, Tiemann, Nölker, Schlingmann, Grafe, Witker, Freese, Ottingmeyer, Kleine Benne).
Die Gemeinde kam im Zuge der Eingemeindungen in die Stadt Melle am 1. Juli 1972 nach Melle.
Auf einer kleinen Anhöhe, 200 m nordöstlich des Upmeyers Hofs, steht die etwa um das Jahr 1720 ± 50 gepflanzte Stieleiche Upmeyers Eiche.
Hinsichtlich der evangelischen Kirche gehört der Ort zum Kirchspiel St.-Martini in Buer, Melle.